# Drăgășani (Rusidava)
Rusidava a fost un castru roman situat în perimetrul orașului Drăgășani (județul Vâlcea), pe teritoriul cartierului Momotești. Făcea parte din sistemul roman de apărare numit Limes Alutanus.În afară de castrul roman de piatră exista și o așezare civilă, ridicată pe locul unei așezări dacice, situată pe Valea Oltului, pe drumul ce ducea de la Romula la Apulum. Menționat în Tabula Peutingeriana (VII, 4) între Acidava și Pons Aluti. 
Fortificația asociată cu toponimul Rusidava este situată în Momotești, un cartier din Drăgășani, la 250 de metri est de drumul național și la un kilometru vest de Olt, locație greu acceptată în studii. Arheologi amatori locali au descoperit urme ale unei fundații de perete roman, cărămizi, dintre care una cu ștampilă203, linii de canalizare etc. Dumitru Tudor a punctat urmele unui drum spre nord. Între timp, orice urme care ar fi putut exista, au dispărut. 